# О’Хэган, Эндрю
Эндрю О’Хэган (англ. Andrew O'Hagan; род. 1968[…] или май 1968, Глазго) — шотландский писатель. Три его романа были номинированы на Букеровскую премию, лауреат нескольких наград, включая Los Angeles Times Book Prize.
Роман Mayflies в 2021 получил премию Christopher Isherwood Prize.

## Биография
О’Хэган родился в центре Глазго в 1968 году, в семье ирландских католиков, вырос в Килвиннинге, Северный Айршир. Его мать была школьной уборщицей, отец работал столяром в Пейсли, у него было четыре старших брата. Его отец был алкоголиком и проявлял жестокость; в детстве он прятал книги от отца под кроватью.
Начальное образование получил в школе St Winning’s Primary, затем в академии Сент-Майкл, после чего поступил в Университет Стратклайда, став первым в своей семье, кто получил высшее образование. В 1990 году получил степень бакалавра (с отличием) по английскому языку.
В 1991 году О’Хэган стал сотрудником журнала London Review of Books, где проработал четыре года.
В 1995 году опубликовал свою первую книгу The Missing («Пропавшие без вести»), в которой, опираясь на собственное детство, рассказал о жизни людей, пропавших без вести в Великобритании, и о семьях, оставшихся после них. Книга «The Missing» была включена в шорт-лист трёх литературных премий: Esquire Award, Saltire Society Scottish First Book of the Year Award и McVities Prize for Scottish Writer of the Year Award.
В 1999 году его роман Our Fathers («Наши отцы») был номинирован на несколько премий, включая Букеровскую премию, Премию Коста и Дублинскую литературную премию. Он получил Мемориальную премию Уинифред Холтби.
В 2003 году его следующий роман Personality («Личность»), сюжет которого был связан с жизнью Лены Заварони, получил мемориальную премию Джеймса Тейта Блэка. В том же году О’Хэган получил премию E. M. Forster Award от Американской академии искусств и литературы.
В 2006 году его третий роман Be Near Me («Будь рядом со мной») был опубликован издательством Faber and Faber и включен в лонг-лист Букеровской премии того года. В 2007 году получил премию газеты Los Angeles Times Prize for Fiction. В 2008 году отредактировал новую подборку стихов Роберта Бернса для Canongate Books, опубликованную под названием A Night Out with Robert Burns. Экземпляр книги был передан в каждую среднюю школу Шотландии. Вслед за этим он написал и представил трехсерийный фильм о Бёрнсе для Би-би-си «Мир по Роберту Бернсу» (The World According to Robert Burns), впервые показанный 5 января 2009 года. В январе 2011 года издание Scotland on Sunday раздало 80 000 экземпляров книги. Также в 2008 году издательство Faber & Faber опубликовало первый сборник нехудожественной литературы О’Хэгана «Атлантический океан: Essays on Britain and America», который вошел в шорт-лист премии Saltire Book of the Year Award 2008 года.
Его роман 2010 года The Life and Opinions of Maf the Dog, and of His Friend Marilyn Monroe написан от лица шотландского мальтийского пуделя («Маф») — так звали настоящую собаку, подаренную Фрэнком Синатрой Мэрилин Монро в 1960 году. Книга была опубликована издательством Faber & Faber в мае 2010 года и принесла О’Хэгану премию Glenfiddich Spirit of Scotland Award.
В 2012 году О’Хэган работал над театральной постановкой о кризисе британских газет под названием Enquirer в Национальном театре Шотландии.
В марте 2014 года О’Хэган написал о своём опыте работы в качестве писателя-призрака для автобиографии Джулиана Ассанжа (издательство Canongate и Alfred A. Knopf). Его эссе под названием «Привидение», опубликованное в London Review of Books, привлекло большое внимание СМИ благодаря описанию характера Ассанжа и напряжённых отношений с прошлыми и нынешними коллегами.
В 2015 году О’Хэган опубликовал свой пятый роман The Illuminations: A Novel, который был включен в лонг-лист Букеровской премии.
В июне 2016 года в журнале London Review of Books было опубликовано эссе О’Хэгана объёмом 35 612 слов под названием «The Satoshi Affair: Andrew O’Hagan on the many lives of Satoshi Nakamoto», в котором рассказывается о событиях вокруг заявления программиста Крейга Райта о том, что он является основателем биткоина Сатоси Накомото. В статье О’Хэган описывает, как к нему обратились Райт и группа nTrust, с которой он был связан, с целью прикрыть разоблачение личности Крейга Райта как Сатоси. Хотя статья не даёт однозначного ответа на вопрос об истинной личности Сатоси, некоторые восприняли её как доказательство того, что Райт — мошенник.
В октябре 2017 года О’Хэган опубликовал книгу The Secret Life: Three True Stories of the Digital Age («Тайная жизнь: Три правдивые истории цифровой эпохи»), в которую вошли рассказы о его попытке помочь Джулиану Ассанжу написать мемуары, об использовании автором личности умершего человека для создания новой жизни в Интернете и о расширении утверждений Крейга Райта о том, что он является Сатоси Накамото.
В сентябре 2020 года О’Хэган опубликовал свой шестой роман Mayflies («Майские мухи»).
Его эссе, репортажи и рассказы публиковались в London Review of Books, New York Review of Books, Granta, The Guardian и The New Yorker.

## Экранизации
Четыре книги О’Хэгана были адаптированы для различных СМИ. В 1996 году телеканал Channel 4 представил фильм Calling Bible John: Portrait of a Serial Killer, номинированный на премию BAFTA. В 2009 году его роман Be Near Me был адаптирован Иэном Макдиармидом для театра Donmar Warehouse и Национального театра Шотландии.
В сентябре 2011 года Национальный театр Шотландии представил пьесу «Пропавшие» в адаптации О’Хэгана и в постановке Джона Тиффани на сцене Tramway, Глазго. Пьеса получила положительные отзывы. Daily Telegraph назвала её «глубоким актом скорби и памяти». The Guardian назвала произведение «захватывающей, не поддающейся жанровому перевороту работой — частично спекулятивными мемуарами, частично оруэлловским социальным репортажем», который «вызывает тот шок, который он [автор] должен был испытать…».
В декабре 2022 года на канале BBC One была показана экранизация «Майских мух» с Мартином Компстоном, Тони Карраном и Эшли Дженсеном в главных ролях.

## Другая деятельность
В 2001 году О’Хэган был назван послом доброй воли британского отделения ЮНИСЕФ и участвовал в сборе средств для этой организации. Побывал в Судане, Индии, Малави и Мозамбике и вместе с коллегами-послами Юэном Макгрегором, Ральфом Файнсом, Джеймсом Несбиттом, Мартином Беллом и Джемаймой Хан проводил кампании в поддержку ЮНИСЕФ.
В августе 2017 года О’Хэган выступил с речью на Эдинбургском международном книжном фестивале, где заявил, что стал сторонником независимости Шотландии.
С сентября 2021 года О’Хэган является приглашённым профессором креативного письма в Королевском колледже Лондона.
В июне 2023 года австралийская газета The Age писала, что ФБР стремится собрать новые доказательства по делу Джулиана Ассанжа, основываясь на просьбе ФБР допросить О’Хэгана. О’Хэган отказался от этой просьбы и заявил газете: «Я бы не стал давать свидетельские показания против коллеги-журналиста, которого преследуют за то, что он говорит правду. Я с радостью отправлюсь в тюрьму, прежде чем соглашусь хоть как-то поддержать американский истеблишмент безопасности в этой циничной попытке».

## Личная жизнь
У О’Хэгана есть дочь от писательницы Индии Найт.

## Признание
О’Хэган был выбран литературным журналом Granta для включения в список 20 лучших молодых британских писателей 2003 года, его романы были переведены на 15 языков.